# Joseph Laurent Dyckmans
Joseph Laurent Dyckmans, né à Lierre le 9 août 1811 et mort à Anvers le 8 janvier 1888, est un peintre et graveur belge.
Son champ pictural couvre principalement les scènes de genre, les portraits et les vues de villes.

## Biographie

### Famille
Joseph Laurent (Josephus Laurentius) Dyckmans, né à Lierre le 9 août 1811, est le fils de Sebastien Gummair Dyckmans, charpentier (né en 1785) et d'Anne Catherine Wuyts (née en 1785), mariés à Lierre le 12 octobre 1810. Sa grand-mère paternelle, Catherine Van der Cuylen est dentellière, un métier que le peintre représente plus tard, de manière récurrente, dans ses œuvres,. 
Le 27 juillet 1847, Joseph Laurent Dyckmans épouse à Anvers Lucia Franssen (née à Berchem le 23 juillet 1826) et a deux filles. En dépit de son succès international, il mène, à partir de 1868, une vie relativement retirée, alternant entre sa spacieuse demeure d'Anvers et sa petite maison de campagne à Kalmthout, près d'Anvers.

### Formation
Joseph Laurent Dyckmans commence sa carrière comme peintre artisan décorateur dans sa ville natale dans l'atelier Verhoeven. Des mécènes locaux reconnaissant son talent, il est élève, de 1822 à 1828, à l'Académie de Lierre, où il remporte tous les premiers prix. Il parfait ensuite son art auprès du peintre Melchior Gommar Tieleman. Au vu de son talent, la ville de Lierre lui accorde une allocation qui lui permet de poursuivre ses études à l'Académie royale des beaux-arts d'Anvers de 1834 à 1835. Il se forme également dans l'atelier de Gustave Wappers, l'un des principaux peintres romantiques et historiques de Belgique de l'époque,.

### Carrière
Joseph Laurent Dyckmans participe régulièrement aux salons triennaux belges. Il envoie en 1834 sa première contribution au Salon d'Anvers où son tableau La Déclaration est bien accueilli. Deux ans plus tard, sa toile Une partie de dames remporte une médaille d'argent au Salon de Bruxelles de 1836. Sa présentation, en 1840, d'un Marché aux légumes d'Anvers fait sensation au Salon d'Anvers en 1840 et à La Haye en 1841, où il obtient une médaille d'argent. 
En 1841, Joseph Laurent Dyckmans entreprend un voyage à Paris et aux Pays-Bas. Le 3 novembre de la même année, il est nommé professeur de scènes de genre, puis, le 15 décembre 1843, professeur de peinture et de perspective à l'Académie d'Anvers. Le 8 janvier 1847, il devient membre correspondant de l'Académie royale des sciences, des lettres et des beaux-arts de Belgique, mais d'un naturel timide, il ne participe pas aux réunions de la société savante et n'en devient jamais membre actif. Il quitte son poste de professeur à l'Académie d'Anvers en 1854.
Il expose à la Royal Academy of Arts de Londres en 1846, 1860, 1863 et 1869, ville où il séjourne fréquemment à cette époque. Il participe également à l'Exposition universelle de 1867 à Paris,,.
Joseph Laurent Dyckmans forme de nombreux étudiants belges et étrangers tels que Louis Nauwelaerts, Frans Vinck, Henri Bource, Louis Tuerlinckx, Jan Geeraerts, Ernst Stueckelberg, Wilhelm Busch, Paul Weber et Emil Hünten.
Le 8 janvier 1888, il meurt, à l'âge de 76 ans, chez lui, chaussée de Malines no 275 à Anvers. Ses funérailles ont lieu quatre jours plus tard, en présence des autorités de la ville et d'artistes peintres d'Anvers et de Bruxelles. Plusieurs discours sont prononcés, dont un hommage énoncé par Charles Verlat.

## Œuvre

### Caractéristiques

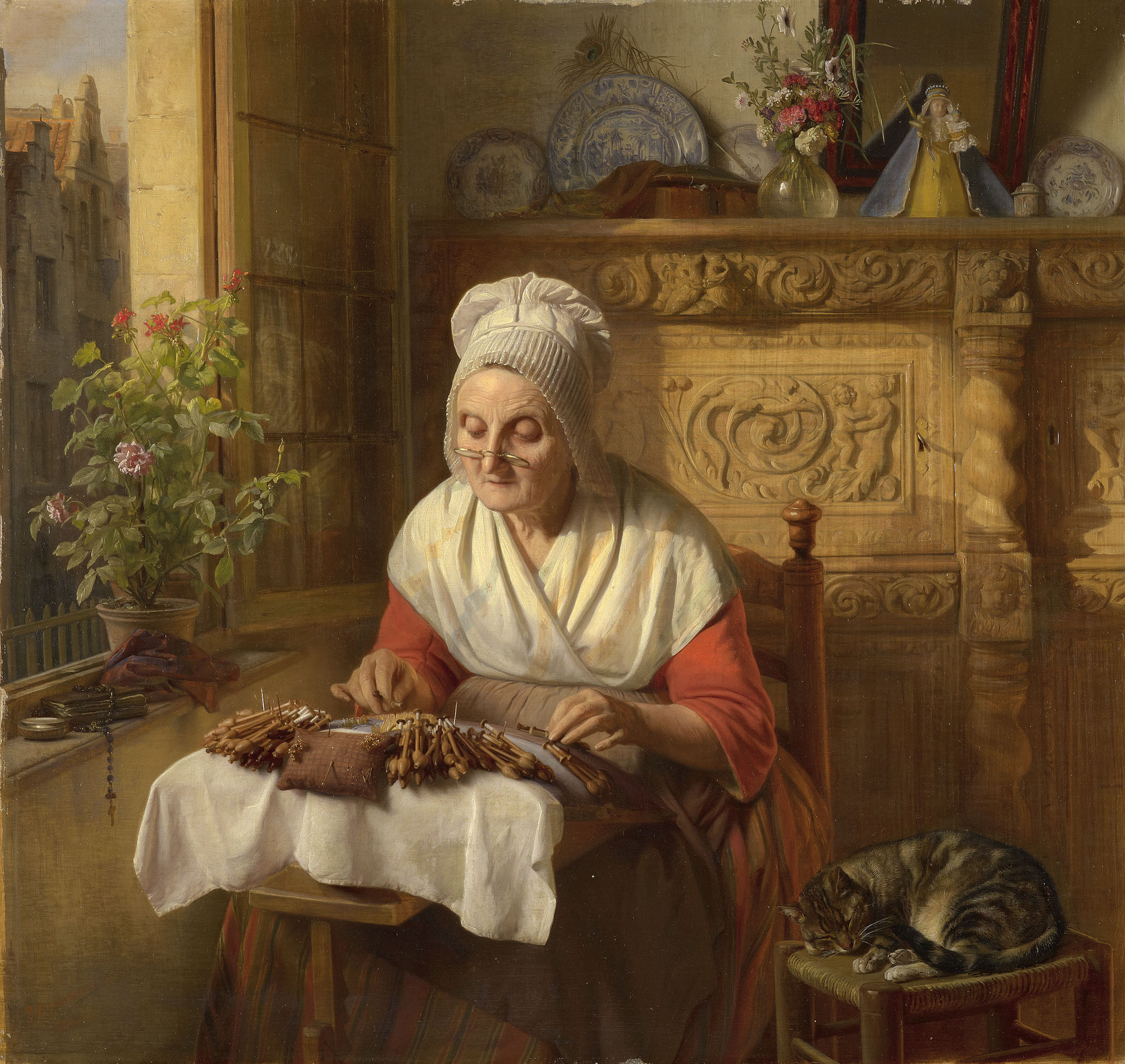
La Dentellière (1843).

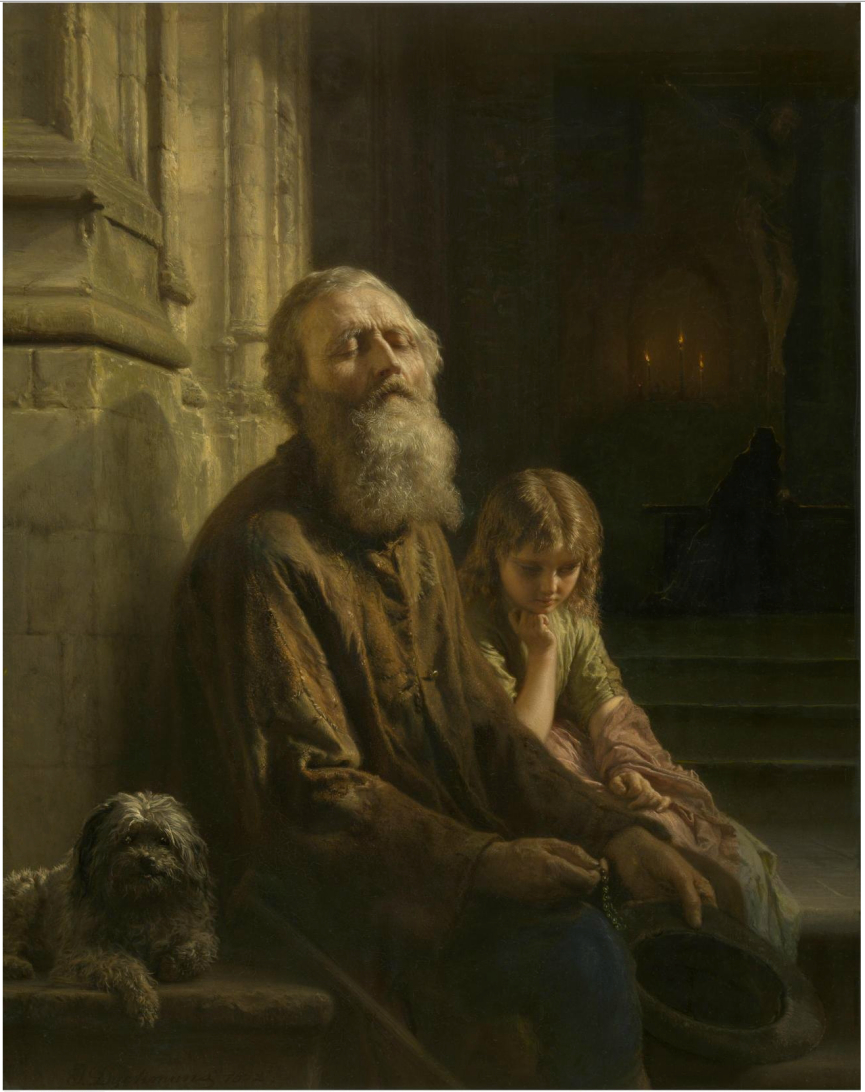
L'Aveugle (1852).

Joseph Laurent Dyckmans est principalement un peintre de genre qui marque une préférence pour les décors intérieurs intimistes. Il peint également quelques portraits, des paysages ruraux, des paysages urbains d'Anvers et quelques natures mortes, de même qu'il réalise plusieurs estampes.
Lorsque Joseph Laurent Dyckmans commence sa carrière artistique, la peinture belge est dominée par l'école historico-romantique illustrée par les œuvres grandioses de Nicaise De Keyser, d'Édouard De Bièfve et de son propre maître Gustave Wappers. Les membres de cette école de peinture ont choisi comme sujet de leurs œuvres des événements historiques importants de l'histoire de la Belgique, considérés comme essentiels à l'identité nationale du pays. S'affranchissant de ce style, Joseph Laurent Dyckmans préfère représenter des scènes domestiques intimistes dans un style raffiné inspiré des petits maîtres hollandais du XVIIe siècle tels Gerard Dou, Eglon van der Neer ou encore du peintre de l'école de Leyde Willem van Mieris qu'il admire particulièrement. Il relève également de la tradition de Gabriel Metsu. Ces influences lui valent le qualificatif de « Gerard Dou belge »,.
Joseph Laurent Dyckmans peint des scènes représentant des gens humbles, ainsi que des bourgeois aisés. Le dessin de ses personnages est léger et sa peinture ressemble à de l'émail et de la porcelaine dans sa douceur, particulièrement dans ses œuvres ultérieures. Joseph Dyckmans est un maître dans l'art raffiné de la peinture qui représente chaque reflet, chaque ride, chaque cheveu, chaque feuille d'arbre, s'appliquant à une exécution fignolée. Il accorde une attention minutieuse aux détails du corps, des vêtements et de l'environnement. En même temps, il cherche à représenter l’état émotionnel des personnes représentées. L'un de ses sujets favoris est celui représentant les vieilles dentellières, un thème qui se démode, mais son art est servi par des dons de coloristes et sans jamais tomber dans la sècheresse.
La première œuvre qu'il expose au Salon d'Anvers de 1834 est La Déclaration, décrite dans le catalogue comme « Elle n'est qu'à demi accueillie par la jeune personne ; mais la mère lui fait signe que le parti est trop avantageux pour ne pas entendre raison. »
L'un de ses tableaux les plus réussis est L'Aveugle. Il peint l'original en 1852 et en réalise une copie réduite conservée à la National Gallery de Londres. Très populaire au XIXe siècle, l'œuvre est reproduite par la gravure à plusieurs reprises après son entrée dans la collection londonienne, et également par l'anversois Jean Baptiste Michiels.

### Expositions

#### Expositions belges

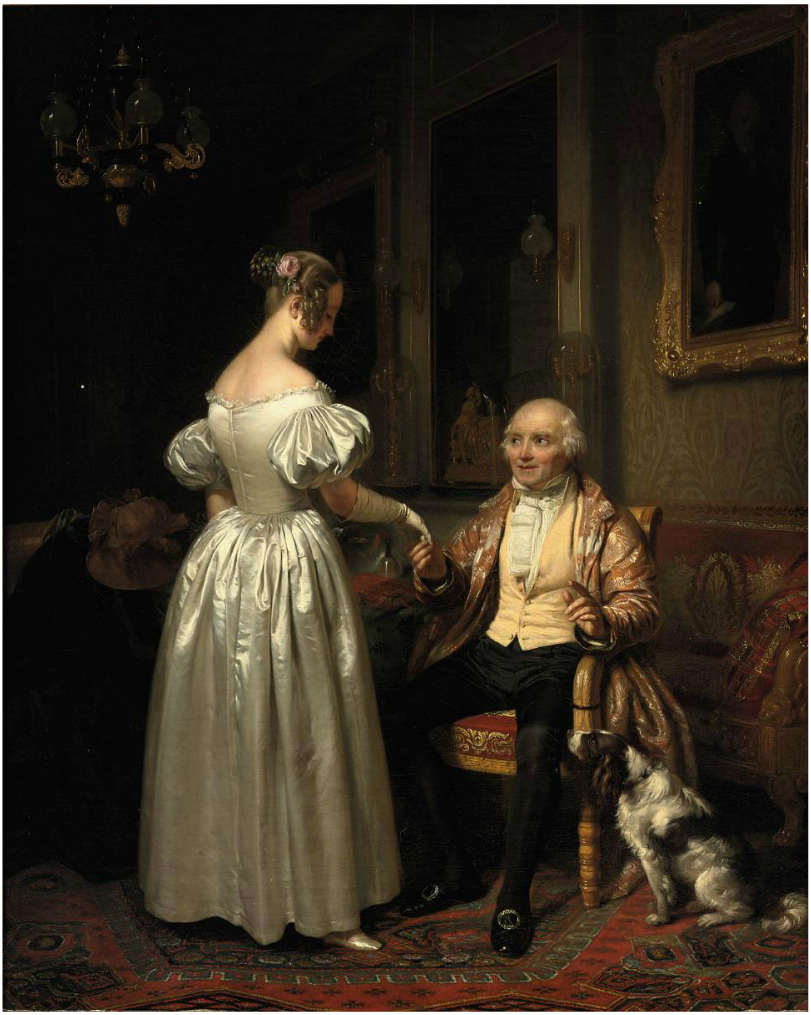
Le Sermon paternel, Salon de Gand de 1835.

- Salon d'Anvers de 1834 : La Déclaration[7].
- Salon de Gand de 1835 : Le Sermon paternel[13].
- Salon de Bruxelles de 1836 : Une partie de dames [8].
- Salon de Gand (XVII) de 1838 : Tableau de famille[14].
- Salon de Bruxelles de 1839 : Lever d'une jeune fille[15].
- Salon d'Anvers de 1840 : Marché aux légumes d'Anvers[9].
- Salon d'Anvers de 1843 : La Brodeuse et La Vieille couturière[16].
- Salon d'Anvers de 1873 : La Madeleine repentante[17].
- Salon d'Anvers de 1876 : L'Aveugle[18].

#### Expositions européennes
- Exposition des maîtres vivants à La Haye en 1841 : Marché aux légumes d'Anvers[19].
- Exposition universelle de 1855 à Paris : La Marquise et La Brodeuse[20].
- Exposition universelle de 1867 à Paris La Femme à la mode et Une vieille cuisinière plumant un coq[21].

### Collections muséales
- Musée royal des Beaux-Arts d'Anvers : 
  - L'Aveugle (1852), huile sur bois, inventaire no 1520, format 37,7 × 29,5 cm[22].
  - La Pompe du vieux Marche au poisson à Anvers, huile sur toile, inventaire no 1341, format 56 × 38 cm[23].
  - Façade en bois, XVIe siècle, Rue de la Place Verte à Anvers (1840), huile sur toile, inventaire no 1342, format 49 × 33 cm[24].
- Victoria and Albert Museum : La Fête de la grand-mère (1867), huile sur panneau de bois, format 48,3 × 39,7 cm[25].
- Pinacothèque nationale d'Athènes : Mère, huile sur bois, inventaire no 224, format 30 × 23 cm[10].

### Galerie

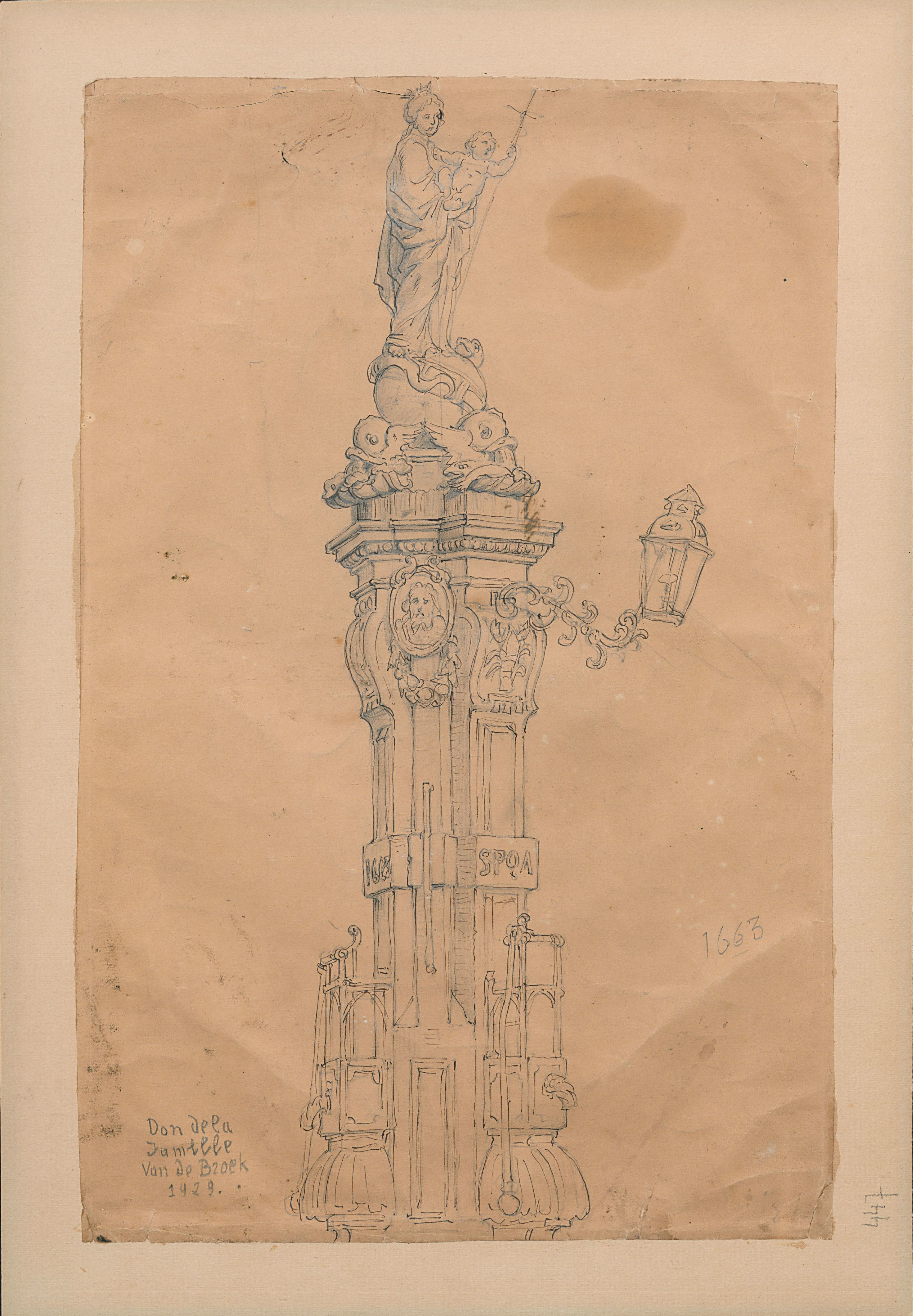
La Pompe du Vieux marché au poisson d'Anvers (avant 1840).
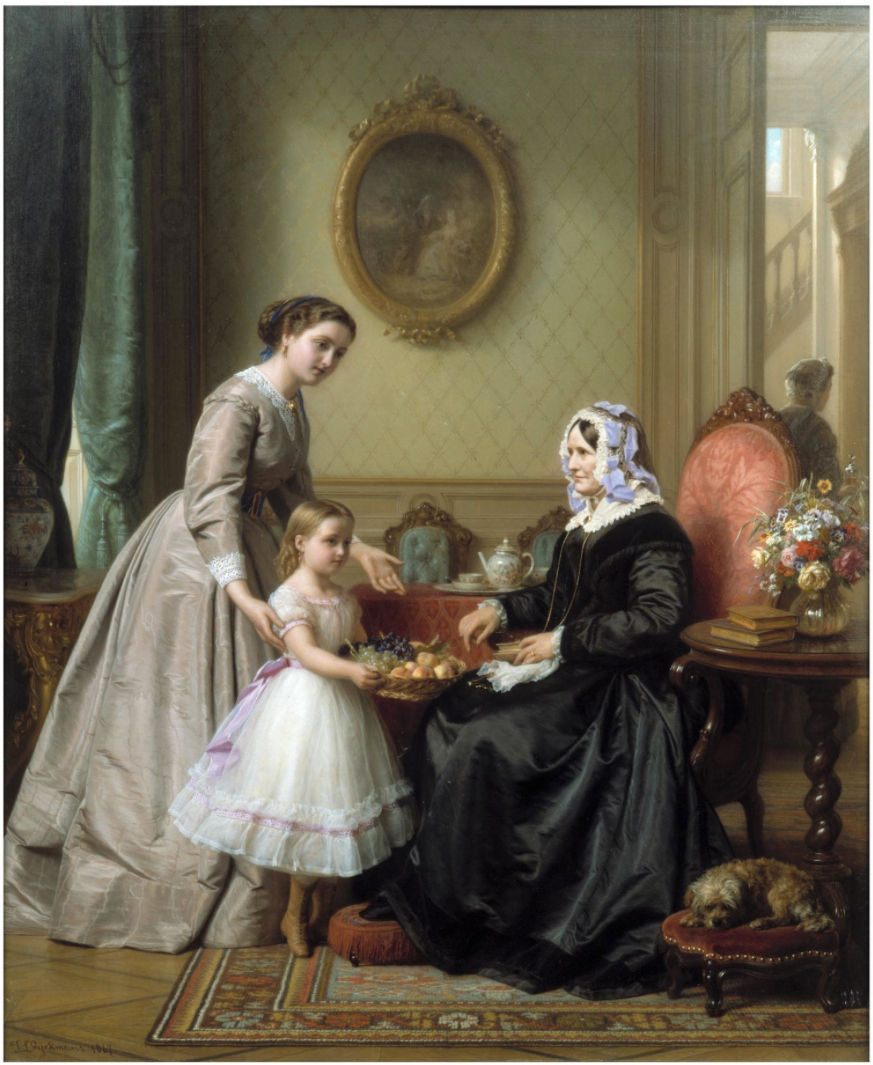
La Fête de la grand-mère (1867).
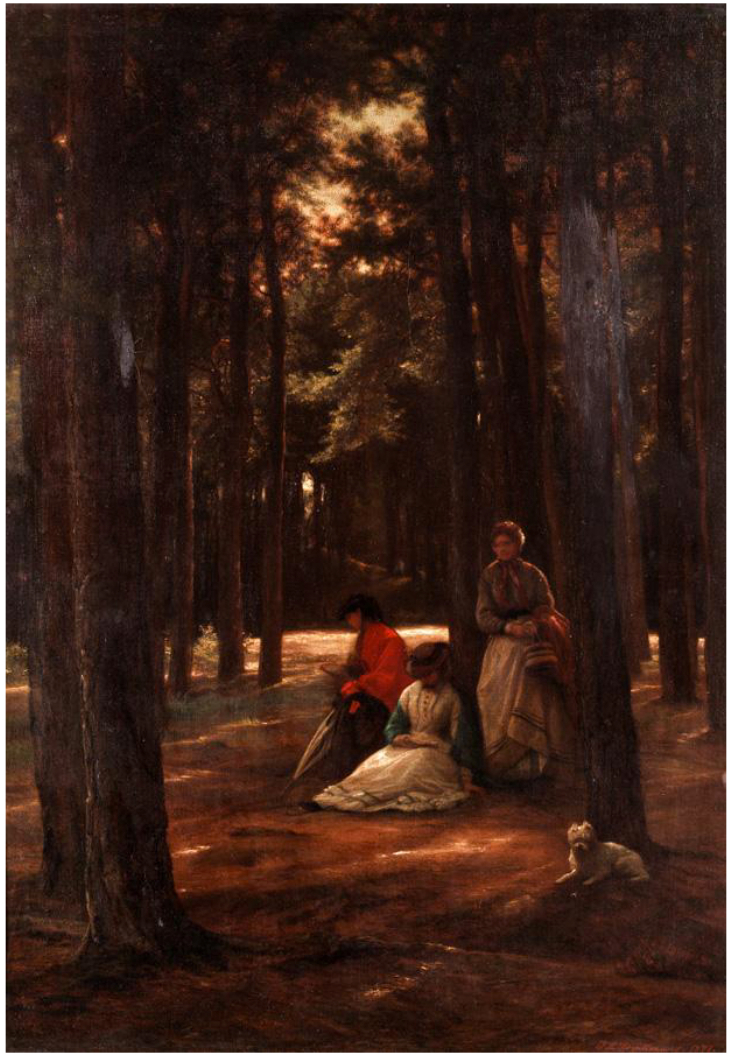
Un repos dans la forêt (1871).
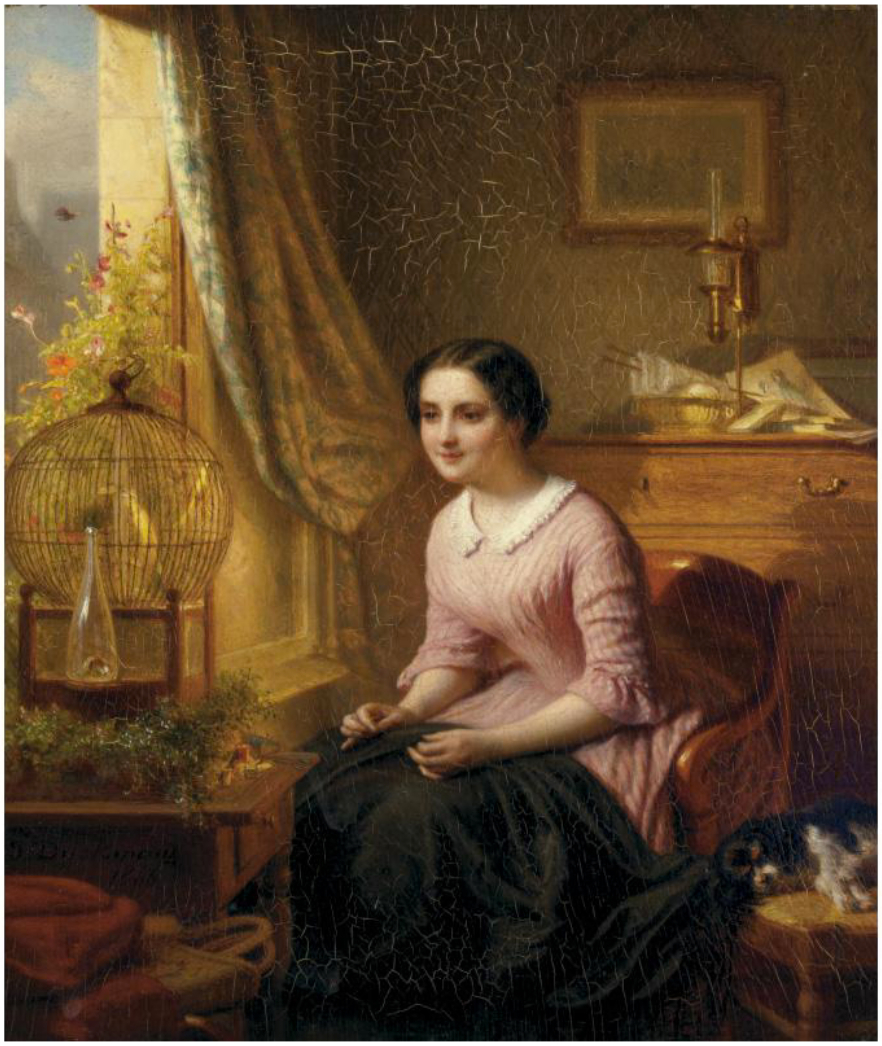
La Chanson du canari (1866).

## Honneurs
- Chevalier de l'ordre de Léopold (1er novembre 1851)[26].
- Officier de l'ordre de Léopold (2 novembre 1870)[26].

### Biographie
- (nl) Max Rooses, « Levensschet van Jozef Laurens Dyckmans », Annuaire de l'Académie royale des sciences, des lettres et des beaux-arts de Belgique, vol. 74,‎ 1908, p. 121-130 (lire en ligne, consulté le 30 octobre 2024).